# Glossopteris
Glossopteris var ett släkte fröormbunkar som var vanligt förekommande under perm. Utbredningsområdet sträckte sig i en ring runt sydpolen över flera kontinenter som då låg samlade i superkontinenten Gondwana.